# Le Hussard sur le toit (film)
Pour les articles homonymes, voir Le Hussard sur le toit (homonymie).
 (mai 2017).
Si vous disposez d'ouvrages ou d'articles de référence ou si vous connaissez des sites web de qualité traitant du thème abordé ici, merci de compléter l'article en donnant les références utiles à sa vérifiabilité et en les liant à la section « Notes et références ».
Pour plus de détails, voir Fiche technique et Distribution.
Le Hussard sur le toit est un film français de Jean-Paul Rappeneau, sorti en 1995,.
Il est adapté du roman homonyme de Jean Giono.

## Synopsis
Angelo Pardi, jeune aristocrate italien de 25 ans, colonel de hussards et de mouvance carbonariste, a dû fuir son Piémont natal, après la conquête autrichienne et sa participation aux complots révolutionnaires, comme d'autres opposants. Nombreux sont ceux qui sont venus en Provence. 
En 1832, installé à Aix, il se fait discret jusqu'à ce qu'un petit groupe de quatre agents autrichiens vienne le débusquer dans l'intention de l'assassiner. Il en réchappe et part à cheval sur les routes au moment où une épidémie de choléra éclate. Il a l'intention de retrouver Giuseppe, son ami et frère de lait. Il arrive à Manosque, alors ravagée par l'épidémie. Accusé d'empoisonner les fontaines, il en vient à se réfugier sur les toits de la ville pour sauver sa peau. Au hasard d'une de ces expéditions en hauteur, il fait la rencontre à son domicile d'une jeune femme noble, la marquise Pauline de Théus, qui l'accueille sans crainte malgré la contagion.
Obligés par la tournure des événements de fuir la ville mise en quarantaine, ils tentent de passer les barrages de l'armée. Lui veut regagner l'Italie et elle, rejoindre sa propriété, le château au nord de Gap où probablement se trouve son époux Laurent. Ils voyagent ensemble et mesurent combien la situation fait ressortir le pire ou le meilleur des individus qu’ils croisent : trahisons et lynchages d'un côté, sacrifice et dévouement de l'autre sont deux facettes d'une province dévastée par une épidémie meurtrière…

## Fiche technique
Sauf indication contraire, les informations mentionnées dans cette section peuvent être confirmées par les bases de données cinématographiques IMDb et Allociné,  présentes dans la section « Liens externes ».
- Titre original et québécois : Le Hussard sur le toit
- Titre international : The Horseman on the Roof
- Réalisation : Jean-Paul Rappeneau
- Scénario : Jean-Paul Rappeneau, Nina Companeez et Jean-Claude Carrière, d'après le roman Le Hussard sur le toit de Jean Giono
- Musique : Jean-Claude Petit
- Direction artistique : François Hamel
- Décors : Ezio Frigerio, Christian Marti et Jacques Rouxel
- Costumes : Franca Squarciapino
- Photographie : Thierry Arbogast
- Son : Dominique Hennequin, Pierre Gamet, Jean-François Auger
- Montage : Noëlle Boisson
- Production exécutive : Bernard Bouix
  - Production déléguée : René Cleitman
- Sociétés de production[3] : Hachette Première, Canal+, France 2 Cinéma, le Studio Entree Europees Cineatografique, le Centre Européen Cinématographique Rhône-Alpes et la Compagnie Européenne Cinématographique (CEC)
- Sociétés de distribution : AFMD
- Budget : 26,8 millions d’ €[4]
- Pays de production :  France
- Langue originale : français, italien
- Format[5] : couleur - 2,35:1 (Cinémascope) - 35 mm - son DTS | Dolby Digital
- Genre : drame historique, romance
- Durée : 135 minutes
- Dates de sortie[6] :
  - France : 20 septembre 1995
- Classification[7] :
  - France: tous publics
  - Belgique : tous publics (Alle Leeftijden)[8]

## Distribution
Sauf indication contraire, les informations mentionnées dans cette section peuvent être confirmées par les bases de données cinématographiques IMDb et Allociné,  présentes dans la section « Liens externes ».
- Juliette Binoche : Pauline de Théus, marquise
- Olivier Martinez : Colonel Angelo Pardi
- Claudio Amendola : Maggionari
- Isabelle Carré : la gouvernante
- François Cluzet : le médecin
- Jean Yanne : le colporteur, vendeur de remède.
- Pierre Arditi : M. Peyrolle
- Christiane Cohendy : Mme Peyrolle
- Tony Lemiere : Adrien Peyrolle
- Gérard Depardieu :  le commissaire de police de Manosque
- Carlo Cecchi : Giuseppe
- Laura Marinoni : Carla
- Paul Freeman : Laurent de Théus, marquis
- Yolande Moreau : Mme Rigoard
- Daniel Russo : Maître Rigoard
- Françoise Hubert : une villageoise
- Richard Sammel : Franz
- Georges Neri : le vieux moissonneur
- Hervé Pierre : Brig. Maugin
- Michel Cordes : un sergent
- Antonin Lebas-Joly : Edmond enfant
- Jacques Sereys : le vieux monsieur
- Élisabeth Margoni : la femme du fermier
- Christophe Odent : M. Barthelemy
- Jean-Marie Winling : Alexandre Petit
- Michel Bellier : la fugitive
- Stéphane Boucher :
- Yvonne Gamy : la grand-mère
- Joëlle Sevilla : la religieuse
- Roseline Villaumé : une femme

## Production

### Lieux de tournage
- Région PACA :
- Aix-en-Provence, Bouches-du-Rhône : fête du début et fin du film, sur la place des Quatre Dauphins et rue Cardinale, hôtel d'Arlatan (escalier), hôtel d'Olivary (salons), château de la Mignarde (allée de platanes)
- Avignon, Vaucluse : extérieurs (rue des Teinturiers)
- Beaucaire, Gard : la procession et la rencontre avec Pauline (hôtel de Roys), chambre d'Angelo à Aix (hôtel de Fermineau)
- Tarascon, Bouches-du-Rhône : rue des Halles
- La Verdière, Var : bûcher avec corps des cholériques et dans le parc du château : rencontre d'Angelo avec la gouvernante des enfants de M. de Chambon
- Eyguières, Bouches-du-Rhône, château de Roquemartine et champs de blé
- Châteauneuf-Miravail, Alpes-de-Haute-Provence : extérieurs
- Cucuron, Vaucluse : extérieurs et toits
- Forcalquier, Alpes-de-Haute-Provence
- Fort des Têtes, Briançon, Hautes-Alpes : scènes du fort en quarantaine
- Gorges de la Méouge, Hautes-Alpes : extérieurs
- Manosque, Alpes-de-Haute-Provence
- Menthon-Saint-Bernard, Haute-Savoie : le château de Théus
- Montbonnot-Saint-Martin, Isère : scène finale, Pauline face aux Alpes
- Noyers-sur-Jabron, Alpes-de-Haute-Provence : scène de la chapelle
- Plateau des Fraches, Alpes-de-Haute-Provence
- Relais Saint-Pons, Aix-en-Provence, Bouches-du-Rhône : la rivière où est exécuté l'Italien
- Saint-Albin-de-Vaulserre, Isère : le château
- Saint-Paul-lès-Durance, Centre CEA de Cadarache : certains intérieurs
- Saint-Pierre-Avez, Hautes-Alpes : extérieurs
- Saint-Vincent-sur-Jabron, Alpes-de-Haute-Provence : extérieurs
- Salérans, Hautes-Alpes : extérieurs
- Savournon, Hautes-Alpes : extérieurs
- Sisteron, Alpes-de-Haute-Provence : extérieurs
- Vauvenargues, Bouches-du-Rhône : extérieurs
- Ventavon, Hautes-Alpes : extérieurs
- Villelaure, Vaucluse, château de Forbin-Janson : chambre d'Angelo à Aix

### Budget
Avec un budget de plus de 176 millions de francs (26,8 millions d'euros environ), le film est à l'époque le plus cher du cinéma français.
.

## Accueil

### Accueil critique
- Le Figaro : « Éblouissant »[réf. nécessaire]
- Première : « Juliette Binoche atteint la perfection »[réf. nécessaire].
- Le Point : « Une cavalcade romanesque et chevaleresque digne du chef-d’œuvre qui l'a inspirée »[10]

### Box-office
Le film a rassemblé plus de 2,5 millions de spectateurs lors de sa sortie, en septembre 1995. C'est à ce jour le plus gros succès au box-office de Juliette Binoche.[réf. souhaitée]

## Distinctions
Entre 1996 et 1997, Le Hussard sur le toit a été sélectionné dans diverses catégories et a remporté 4 récompenses,.

### Récompenses
- César 1996 :
  - Meilleure photographie pour Thierry Arbogast
  - Meilleur son pour Pierre Gamet, Jean Goudier et Dominique Hennequin
- Syndicat national des journalistes cinématographiques italiens 1997 : Ruban d'argent des meilleurs costumes pour Franca Squarciapino
- Éditeurs de sons de films 1997 : Prix Bobine d'or du meilleur montage sonore pour un long métrage étranger

### Nominations
- César 1996 :
  - Meilleur film pour Jean-Paul Rappeneau
  - Meilleur réalisateur pour Jean-Paul Rappeneau
  - Meilleure actrice pour Juliette Binoche
  - Meilleur jeune espoir féminin pour Isabelle Carré
  - Meilleure musique originale pour Jean-Claude Petit
  - Meilleurs décors pour Jacques Rouxel, Ezio Frigerio et Christian Marti
  - Meilleur montage pour Noëlle Boisson
  - Meilleurs costumes pour Franca Squarciapino